# Zonsverduistering van 9 juli 1945

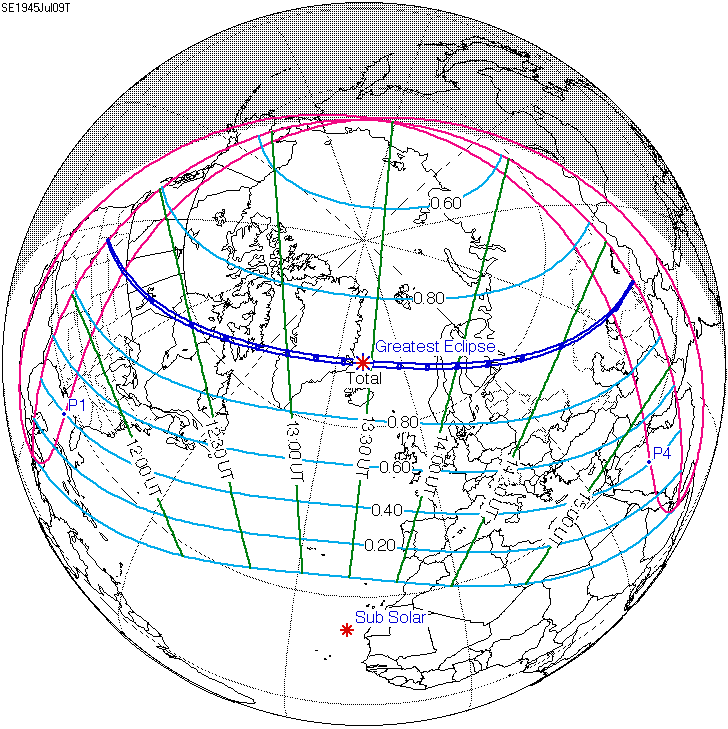
De zonsverduistering was te zien tussen de blauwe lijnen.

De totale zonsverduistering van 9 juli 1945 trok veel over land en was achtereenvolgens te zien in
| in Noord-Amerika | : Idaho, Montana, Saskatchewan, Manitoba, Ontario, Quebec en Nunavut |
| in Europa        | : Groenland, Noorwegen, Zweden en Finland                            |
| in Azië          | : Rusland, Kazachstan en Kirgizië                                    |

## Lengte

### Maximum
Het punt met maximale totaliteit lag op zee ver van enig land tussen Groenland en Jan Mayen op coördinatenpunt 69.9923° Noord / 17.2347° West en duurde 1m15,4s.

### Limieten
| Fenomeen                    | Code | Tijdstip UTC  |
| --------------------------- | ---- | ------------- |
| Eerste contact bijschaduw   | P1   | 10:59:33.2 UT |
| Eerste contact kernschaduw  | U1   | 12:13:29.4 UT |
| Kernschaduw compleet vanaf  | U2   | 12:14:06.4 UT |
| Bijschaduw compleet vanaf   | P2   | Niet          |
| Maximum eclips              | GE   | 13:27:19.0 UT |
| Bijschaduw compleet t/m     | P3   | Niet          |
| Kernschaduw compleet t/m    | U3   | 14:40:36.1 UT |
| Laatste contact kernschaduw | U4   | 14:41:07.5 UT |
| Laatste contact bijschaduw  | P4   | 15:55:11.3 UT |